# مارغريت دارست كوربيت
مارغريت دارست كوربيت (17 يناير 1889 - 5 ديسمبر 1962) كاتبة أمريكية راحلة روجت لـ”أسلوب بيتس” التي فقدت مصداقيتها في محاولة لتحسين البصر. اشتهرت بعد محاكمتها وتبرئتها من تهمة ممارسة الطب دون رخصة. رفض أطباء العيون أفكار كوربيت واعتبروها دجل.

## الحياة
وُلدت كوربيت في بوسطن، ماساتشوستس، في 17 يناير 1889، لإدوارد واشنطن دارست وزوجته ميني آن. تخرجت كوربيت بدرجة بكالوريوس من جامعة كاليفورنيا في عام 1911. قامت بتدريب المعلمين في مدرسة ولاية أيداهو العادية خلال الفترة 1911-1913. خلال الحرب العالمية الأولى، كانت تعمل ككاتبة في الاحتياطي البحري للولايات المتحدة. تزوجت من دانيال ليثغو كوربيت، الذي توفي في عام 1930.
توفيت في لوس أنجلوس، في 5 ديسمبر 1962.

## الأساليب والتعليم
التقت مارغريت كوربيت بالدكتور وليام هـ. بيتس بعد استشارته بشأن بصر زوجها. أصبحت مهتمة بنهجه وأصبحت تلميذته، وفي النهاية قامت بتدريس أساليبه في “مدرسة تعليم العيون” في لوس أنجلوس.
شملت تقنياتها الخاصة تمارين أسلوب بيتس الكلاسيكية، مثل التعرض للشمس، والتحول والتأرجح. كما أولت، مثل بيتس، اهتمامًا كبيرًا للتدريبات الذهنية وموقف الشخص تجاه الرؤية. من بين طلابها العديدين كان ألدوس هكسلي، الذي ألهمته تعليمات كوربيت لكتابة كتاب “فن الرؤية”.
في عام 1946، كان لدى كوربيت 250 معلمًا مدربًا يعملون في عدة فروع في جميع أنحاء الولايات المتحدة. كان مقر جمعية المعلمين بيتس-كوربيت في الكاهون، كاليفورنيا.

## المحاكمة والتبرئة
في أواخر عام 1940، وُجّهت تهم إلى كوربيت ومساعدتها بانتهاك قانون الممارسة الطبية في كاليفورنيا لعلاج العيون بدون ترخيص. في المحاكمة، شهد العديد من الشهود لصالحها. وصفوا بالتفصيل كيف حسّنت بصرهم ومكّنتهم من الاستغناء عن النظارات. أوضحت كوربيت للمحكمة أنها لم تكن تمارس لا طب البصريات ولا طب العيون، واعتبرت نفسها فقط “مدربة على تدريب العيون”.
جذبت المحاكمة اهتمامًا واسعًا، وكذلك الحكم بـ”غير مذنبة”. وقد تم تقديم مشروع قانون إلى المجلس التشريعي لولاية كاليفورنيا لحظر تعليم الرؤية من قبل أي ممارس يفتقر إلى ترخيص بصري أو طبي. وبعد حملة نشطة في وسائل الإعلام، تم رفض مشروع القانون.

## النقد
استمر أطباء العيون والمتخصصون في طب البصريات في عدم تأثرهم بأعمال كوربيت. وفي حديثه عن عملها، كتب فيليب بولاك، من بين آخرين:
“بالنسبة لأي شخص متدرب في علم الرؤية، فإن الجهل والعبثية في الأفكار الموضحة في هذه الكتب مروعة. يتجاوز المؤلفون تمامًا الاكتشافات والتجارب التي أجراها علماء بارزون وأطباء عيون مثل هلمهولتز، تشيرنينج، يونغ، مادوكس، غولستراند، دوندرز، ديوك-إيلدر، فينشام، إلخ. أساليبهم في علاج الرؤية المعطوبة وأمراض العيون لا قيمة لها تمامًا… أفكار بيتس وتلاميذه، بعيدًا عن كونها جديدة، تعود إلى عادات التفكير في العصور الوسطى.”

## الأعمال
كيف تحسن بصرك. لوس أنجلوس: ويلينغ للنشر، 1938.
ساعد نفسك على رؤية أفضل. إنغليوود كليفس: برنتيس-هول، 1949.
كيف تحسن بصيرتك. لندن: فيبر وفابر، 1954.